# Bryum gossypinum
Bryum gossypinum är en bladmossart som beskrevs av Gao Chien och Zhang Guang-chu 1979. Bryum gossypinum ingår i släktet bryummossor, och familjen Bryaceae. Inga underarter finns listade i Catalogue of Life.